# Helictotrichon tenuifolium
Helictotrichon tenuifolium là một loài thực vật có hoa trong họ Hòa thảo. Loài này được Röser mô tả khoa học đầu tiên năm 1989.